# Niveaumenge

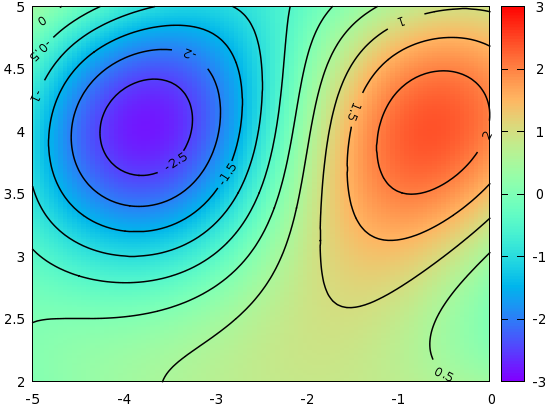
Niveaumengen (schwarze Linien) um zwei Extrempunkte einer Funktion von zwei Variablen

In der Mathematik bezeichnet eine Niveaumenge oder Levelmenge die Menge aller Punkte des Definitionsbereichs einer Funktion, denen ein gleicher Funktionswert zugeordnet ist. Eng verwandte Begriffe für Funktionen mit Werten in einer geordneten Menge sind die der Subniveaumenge, die alle Punkte enthält, deren Funktionswerte einen vorgegebenen Wert nicht überschreiten, und der Superniveaumenge, die alle Punkte enthält, deren Funktionswerte einen vorgegebenen Wert nicht unterschreiten.

## Definition
Es seien {\displaystyle U,V} Mengen, {\displaystyle f\colon U\to V} eine Funktion und {\displaystyle c\in V} ein Wert aus der Zielmenge, dann heißt
{\displaystyle {\mathcal {N}}_{f}(c):=f^{-1}(c)=\{x\in U\mid f(x)=c\}\subseteq U}
die Niveaumenge der Funktion {\displaystyle f} zum Niveau bzw. Level {\displaystyle c}.
Trägt {\displaystyle V} eine Ordnungsrelation {\displaystyle \leq } (mit Umkehrrelation {\displaystyle \geq }), können folgende Begriffe definiert werden: 
Als Subniveaumenge wird die Menge
{\displaystyle {\mathcal {L}}_{f}^{\leq }(c):=\{x\in U\mid f(x)\leq c\}}
bezeichnet, im Falle {\displaystyle V=\mathbb {R} } ist {\displaystyle {\mathcal {L}}_{f}^{\leq }(c)=f^{-1}(\left(-\infty ,c\right])}.
Als Superniveaumenge wird die Menge
{\displaystyle {\mathcal {L}}_{f}^{\geq }(c):=\{x\in U\mid f(x)\geq c\}}
bezeichnet, im Falle {\displaystyle V=\mathbb {R} } ist {\displaystyle {\mathcal {L}}_{f}^{\geq }(c)=f^{-1}(\left[c,\infty \right))}.

## Anwendungen

### Physik
Für zweidimensionale Skalarfelder ist eine Niveaumenge zumeist eine Linie und man spricht von einer Isolinie oder Niveaulinie. Für dreidimensionale Skalarfelder (zum Beispiel für skalare Potentialfelder) ist diese Menge zumeist eine gekrümmte Fläche und man nennt sie Isofläche oder Niveaufläche (z. B. Höhenlinien).

Der Begriff Niveaufläche wird aber auch für Kraftfelder wie das elektrische Feld oder Magnetfelder verwendet.

### Wirtschaftswissenschaften
Für eine Produktionsfunktion {\displaystyle f\colon (0,\infty )^{n}\to (0,\infty )} sowie ein Produktionsniveau {\displaystyle c\in (0,\infty )} ist {\displaystyle {\mathcal {N}}_{f}(c)=f^{-1}(c)} die Menge aller Bündel von Produktionsfaktoren, mit denen sich die Menge {\displaystyle c} generieren lässt. Die Menge {\displaystyle {\mathcal {N}}_{f}(c)} wird als Isoquante zum Produktionsniveau {\displaystyle c} bezeichnet.

## Verallgemeinerung
Ist die Funktion reell-vektorwertig, hat also als Bildraum den {\displaystyle \mathbb {R} ^{n}} und ist dieser mit einer verallgemeinerten Ungleichung {\displaystyle \preccurlyeq _{K}} versehen, so lässt sich die Subniveaumenge verallgemeinern zu
{\displaystyle {\mathcal {L}}_{f}^{\leq }(c):=\{x\in U\mid f(x)\preccurlyeq _{K}c\}}
und die Superniveaumenge zu
{\displaystyle {\mathcal {L}}_{f}^{\geq }(c):=\{x\in U\mid f(x)\succcurlyeq _{K}c\}}.